# János Zsigmond Unitárius Kollégium

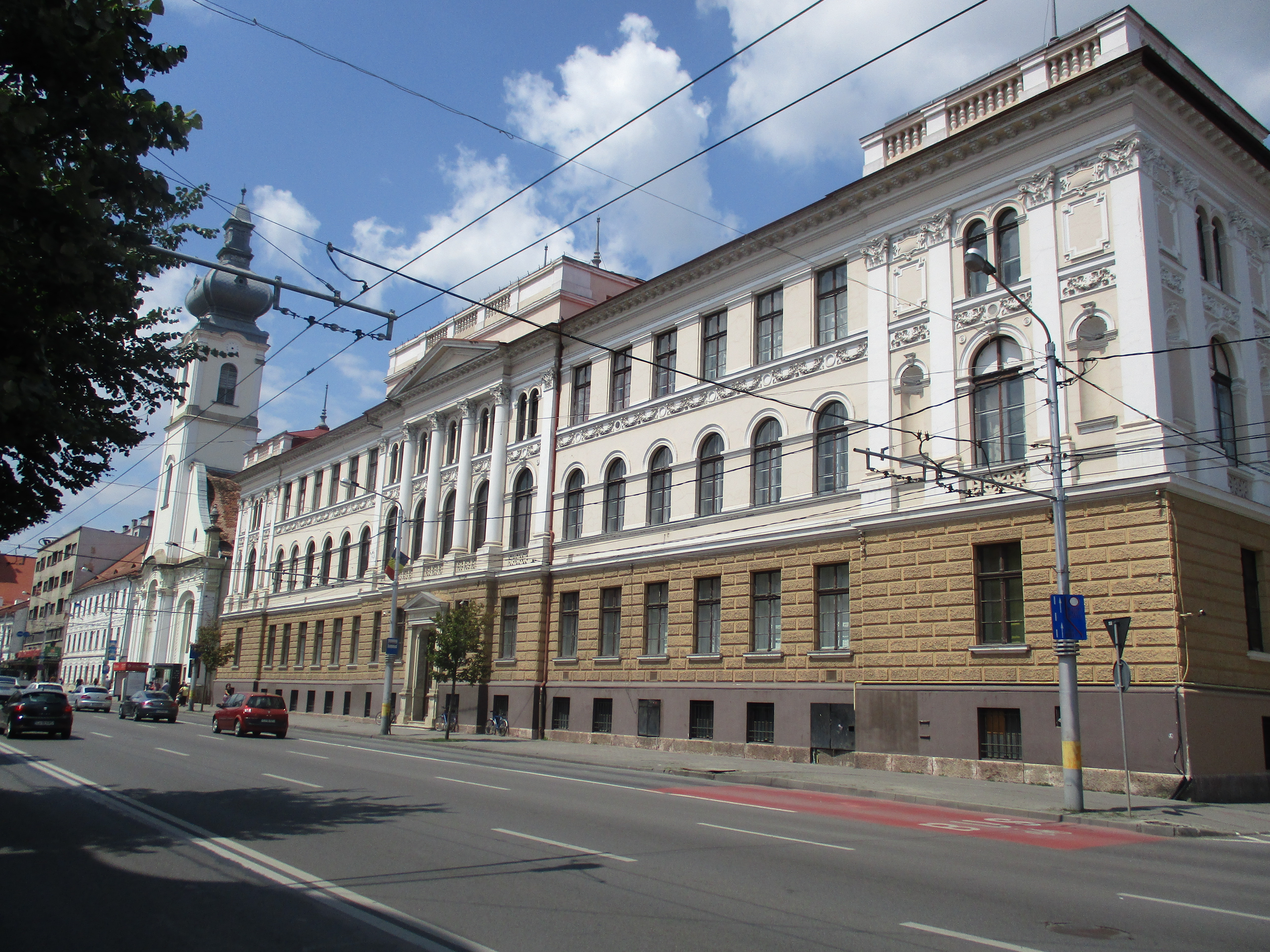
A gimnázium épülete az unitárius templommal

A János Zsigmond Unitárius Kollégium Kolozsvár egyik legrégebbi középiskolája a belvárosban.

## Híres tanárok
- Aranyosrákosi Székely Sándor (1797–1854)
- Benczédi Gergely (1839–1906)
- Berde Áron (1819–1892)
- Bodor András történész (1915–1999)
- Brassai Sámuel (1797–1897) polihisztor
- Dálnoki Nagy Mihály (1612?–1648)
- Enyedi György (1555–1597) unitárius püspök
- Dr. Gál Kelemen, aki negyedszázadig igazgatta a kollégiumot, s az ő igazgatósága alatt épült fel az impozáns új épülete a kollégiumnak, melynek az alap koncepciójához is nagyban hozzájárult.
- Gálffy Zsigmond nyelvész (görög – latin), tanügyi főtanácsos (1941–1944), az új kollégium legnehezebb korszakában, annak igazgatója.
- Gyallay Pap Domokos
- Kelemen Lajos történész
- László Tihamér (1910–1986) fizikus
- Nyiredy Géza (1861–1914) kémikus
- Péterfy Gyula zenetanár- kórus vezető
- Szentábrahámi Lombard Mihály
- Tóth István képzőművész

## Híres diákok
- Balázs Ferenc (1901–1937) író, unitárius lelkész
- Berde Áron (1819–1892) jogász, közgazdász
- Bölöni Farkas Sándor (1795–1842) író, műfordító, utazó, művelődésszervező
- Georg Paul Binder (1784–1867) erdélyi szász evangélikus püspök
- Grünwald Ernő (1931–) elektrokémikus
- Dálnoki Nagy Mihály (1612–1648) unitárius lelkész
- Gálffy Zsigmond latin – görög nyelvszakos tanár, a kollégium egykori igazgatója
- Jakab Elek (1820–1897) történész
- Kovács István (1799–1872) történész, jogász, az MTA tagja, az erdélyi történetírás úttörő alakja
- Kozma Ferenc (1844–1920) pedagógus, művelődésszervező, publicista, az MTA tagja
- László Tihamér (1910–1986) fizikus
- Mikó Imre (1911–1977) író, jogász, politikus, műfordító
- Sánta Ferenc (1927–2008) író
- Szabédi László (1907–1959) költő, újságíró, műfordító, nyelvész
- Tóth István képzőművész

## Az újraindult iskola
Jelenleg több mint 800 diák tanul a kollégiumban reál, illetve humán szakon. A Kollégium épületében működött 2011-ig a Brassai Sámuel Elméleti Líceum is, amely ezt követően a régi unitárius kollégium épületébe költözött át. Jelenleg elemi és középiskolai oktatás folyik informatika-matematika intenzív szakon illetve filológia intenzív angol szakon. A tanárok létszáma: 61.
Az iskola a 2024-2025-ös tanévtől főgimnáziumi rangot kapott (románul Colegiul Naţional Unitarian János Zsigmond).

### Diáktanács
A János Zsigmond Unitárius Kollégium diáktanácsát, diákönkormányzatát a DE-Diákegyletet 2004-ben alapították az iskola diákjai. A diáktanács, diákegylet első elnöke Fodor Ágnes lett. A diákegylet számos olyan rendezvényt szervezett, amely elősegítette a diákélet erősödését az iskolában. Az évek során számos rendezvényt szervezett, többek között Farsangi Bál, Lepkevadászat, VIII. Hétvégéje, Október 23. megemlékezés, Kollégiumi Napok. AA diákegylet jelenleg tagja a MAKOSZ-nak, illetve alapító tagja a KMDT-nek.

### Média
- Cipó – az iskola újsága (Több mint 20 számot élt meg, és évente 4-5 szám jelenik meg, amely bemutatja az iskolát, az iskolai közösséget illetve az iskola történéseit. A Diákszem, bulvárabb típusú (ellen)-diákújság megjelenésével nem csökkentek a Cipó eladási mutatói. Az újság helyt ad, számonként egy-egy oldalt a János Zsigmond Unitárius Kollégium Diákegylete/Diáktanács szerkesztőségének is. Folyamatos angol és német oldalakkal jelenik meg.)
- Diákszem – diákújság, amely alternatívát kíván nyújtani a diákolvasóknak, 2006-ban indult.

### Háttérszervezetek
- Péterffy Gyula Kórus
- Színjátszókör